# Trifurcula pallidella
Trifurcula pallidella là một loài bướm đêm thuộc họ Nepticulidae. Đây là loài điển hình của chi Trifurcula. Nó được tìm thấy ở tây nam Đức (Bayern), phía đông vào Bohemia, Morava, Slovakia, tây nam Ba Lan, phần lớn Áo, cả hai nằm dọc theo Sông Donau và phía đông và phía nam of Anpơ, mở rộng qua Balkans đến miền nam Hy Lạp (Peloponnesus) và Kríti, về phía đông khắp Ukraina và Nga đến Volga, và một ghi chép có nghi vấn từ Thổ Nhĩ Kỳ. Về phía tây nó xuất hiện ở phía bắc Ý gần đến Pháp, kéo ra tận Thụy Sĩ (Ticino), và Ý đến Sicilia và Corse.
Sải cánh dài 7.5–9 mm. Con trưởng thành bay từ tháng 5 đến đầu hoặc giữa tháng 7. Một năm có một thế hệ.
Ấu trùng ăn Chamaecytisus albus, Chamaecytisus austriacus, Chamaecytisus hirsutus, Chamaecytisus ratisbonensis, Chamaecytisus ruthenicus, Cytisus procumbens và Lembotropis nigricans. 